# Еволюция на човека
Еволюцията на човека е част от биологичната еволюция, засягaща възникването на човека и обособяването му като отделен вид от останалите примати. Произходът на човека е обект на мащабно научно изследване, целта на което е да разбере и опише как тези промени са настъпили. Изследването на човешката еволюция обхваща множество научни дисциплини, сред които преди всичко антропобиологията, лингвистиката и генетиката. В центъра на „човешката“ еволюция се намира основно род Човек, но изследванията на човешката еволюция обикновено включват и т.нар. човекоподобни, като например австралопитека.

## История на палеоантропологията
Палеоантропология е изследването на древните хора, въз основа на намерени фосили, оръдия на труда и други белези за съществуването и пребиваването на човека на дадено място. Съвременното си развитие антропологията започва през 19 век с откриването на неандерталеца. Едноименният скелет е бил намерен през 1856 г., но първите находки датират от около 1930 г.
През 1859 г. морфологичните прилики между човекоподобните маймуни са били обсъждани и са били обект на спорове. Идеята за биологичната еволюция на видовете обаче бива сериозно изложена от Чарлз Дарвин с публикуването на Произход на видовете през ноември същата година. Първата книга на Дарвин не засяга специфичния въпрос за човешката еволюция. Единственото, което Дарвин пише в тази връзка, е следното изречение „Ще се хвърли светлина върху произхода на човека и неговата история“. Независимо от това, подразбирането на валидността на теорията и в този случай е нещо естествено за съвременния читател.
Между Томас Хъксли и Ричард Оуен е течала дискусия по въпроса за човешката еволюция. Хъксли убедително илюстрирал много от приликите и разликите между човека и маймуните в Доказателства за мястото на човека в природата, публикувана през 1863 г. По това време и Дарвин публикува своята книга по този въпрос – „Произходът на човека и половия отбор“. В нея той излага своите виждания, извадени вече по дедукция при интерпретиране на неговата теория и прилагането ѝ за човека. Тази интерпретация всъщност прави и Дарвиновата теория за селекция чрез естествен отбор толкова оспорвана. Дори мнозина от съмишлениците и най-близки привърженици на Дарвин (като Алфред Ръсел Уолъс и Чарлз Лайъл) се стряскали от идеята човешките същества да са развили своите забележителни умствени способности и чувство за морал посредством действието на естествения отбор.
От времето на Карл Линей, учените разглеждат човекоподобните маймуни като близки роднини на човека, съдейки по морфологичните белези. През 19 век е разпространено мнението, че най-близките родственици на човека са шимпанзето и горилата. Счита се по това време, че човека има общ прародител с други африкански човекоподобни маймуни и че фосили на тези предшественици рано или късно ще бъдат открити в Африка.
Фосили на човекоподобни същества биват открити в Африка едва през 1920 г. Реймънд Дарф описва Australopithecus africanus през 1924 г. . Оригиналният екземпляр, по който бива описан видът, носи името Таунг Чайлд, или „Детето от Таунг“, по името на града в Южна Африка, където бива открит. Останките са били изключително добре запазени и представляват малък череп и мозъчен отпечатък от мозъка на индивида. Въпреки малките си размери (410 cm³), главният мозък е имал закръглена форма, доближаваща са до тази на съвременния човек, за разлика от главния мозък на шимпанзето или горилата. Екземплярът е имал къси кучешки зъби и разположението на Foramen magnum (отвора, през който гръбначния стълб преминава в черепа) доказва, че придвижването е ставало на два крака (в изправено положение). Всички тези белези убедили Дарф, че детето от Таунг е ходещ изправен човешки предшественик, преходна форма между човекоподобните маймуни и хората.
Двадесет години са били необходими, за да се вземат насериозно твърденията на Дарф, през които биват открити множество фосили, подобни на открития от него. По това време преобладава схващането, че размерите на мозъка са условие за придвижването в изправено положение. Смятало се е, че интелигентността, характерна за съвременния човек, е предпоставка за ходенето в изправено състояние.
Днес се застъпва становището, че австралопитекът е непосредственият предшественик на род Homo, към който принадлежи и съвременният човек. Австралопитеците и Homo sapiens са част от подразделението Hominini. Скорошни изследвания поставят под съмнение положението на A. africanus като пряк предшественик на съвременния човек, защото може евентуално да става въпрос за „братовчед без поколение“  Първоначално австралопитеците биват класифицирани на грациозни и груби. Грубата разновидност на Australopithecus бива класифицирана като Paranthropus, макар че някои учени продължават да я разглеждат като подвид на Australopithecus. 

## Схема на човешката еволюция
|  |

Бележка: 1e +06 години = 1 милион години.

## Преди обособяване на род Човек (Homo)
Еволюционната история на приматите може да бъде проследена 85 милиона години назад във времето. Те са една от най-старите групи, оцелели представители на плацентните бозайници. Повечето палеонтолози смятат, че приматите имат общ прародител с прилепите, също с много древен произход. Смята се, че този общ прародител вероятно е живял заедно с последните динозаври по време на креда. Най-древните известни примати произхождат от Северна Америка, но са населявали и Европа и Африка по време на топлите (тропически) условия на климата през палеоцена и еоцена.
Преди около 40 милиона години, в ранния олигоцен климатът започва да се променя в посока неговото съвременно състояние. Образува се полярна шапка в Антарктика. Приматите изчезват навсякъде, освен в Африка и Южна Азия. Сред тях например са и представителите на род Notharctus. По фосили, открити в Германия, на възраст около 16,5 милиона години, излиза, че те са около 1,5 милиона години по-възрастни от подобни фосили в Източна Африка. Това говори, че човекоподобните маймуни, както и първите човешки представители, са се появили в Евразия, а не в Африка.
Откритията водят до идеята, че древните прародители на хоминидите (семейството на човекоподобните маймуни и човека) са мигрирали от Евразия в Африка преди около 17 милиона години, малко преди тези два континента да бъдат отделени един от друг от разширяващото се Средиземно море. Според някои изследователи, човекоподобните маймуни изживявали разцвет в развитието си в Евразия. Тяхното потомство, Dryopithecus, води до африканските човекоподобни маймуни и човека, след миграция от Европа и Западна Азия на юг в Африка. Оцелялата тропическа популация, ясно изразена в пластовете от горния еоцен и най-долния олигоцен във фосилните находища от Файумската депресия в Египет, южно от Кайро, е родоначалник на всички живи примати – лемурите на Мадагаскар, лоритата в Югоизточна Азия, галагосите в Африка и най-накрая антропоидните представители – platyrrhines (Широконоси маймуни на Новия Свят), catarrhines (тесноноси маймуни на Стария свят), човекоподобните маймуни и човека.
Най-древната известна тесноноса маймуна е Kamoyapithecus, от най-горния олигоцен в разседната долина в Северна Кения, е живяла преди 24 милиона години. За нейните предци обикновено се смята, че са близко до видове като Aegyptopithecus, Propliopithecus и Parapithecus от находището край Файум, на възраст около 35 милиона години. Фосили от промеждутъчните 11 милиона години не са открити.
Преди около 22 милиона години, в ранния миоцен, множество видове широконоси маймуни от Източна Африка, адаптирани към дървесната растителност, изглежда са преминали през период на бурно развитие и образуване на нови видове. Освен вида Victoriapithecus, смятан за най-стария представител на тесноносите маймуни, всички останали се обособяват в групата на хоминоидите. Видовете, които тя включва преди 13 милиона години, са Proconsul, Rangwapithecus, Dendropithecus, Limnopithecus, Nacholapithecus, Equatorius, Nyanzapithecus, Afropithecus, Heliopithecus и Kenyapithecus, всички от Източна Африка.
Най-младият представител на хоминоидите през миоцена е Oreopithecus, живял преди 9 милиона години. Фосили от него се откриват във въглищни мини в Италия.
Молекулярни данни показват, че еволюционното разклонение на гибоните се обособява във времето преди около 18 и 12 милиона години, а това на орангутаните – преди около 12 милиона години. Не са открити фосили, ясно документиращи произхода на гибоните, които вероятно произлизат от неизвестна дотогава популация на хоминиди в Югоизточна Азия. За фосили на прото-орангутани могат обаче да се приемат Ramapithecus от Индия и Griphopithecus от Турция, датиращи от преди 10 милиона години.
Предполага се, че видовете, близки до последния общ прародител на горилите, шимпанзетата и хората, могат да бъдат представени от Nakalipithecus, чиито фосили са открити в Кения, и от Ouranopithecus, чиито фосили са открити в Гърция. Според молекулярни данни, в периода преди 8 и 4 милиона години, най-напред горилите, а след това и шимпанзето са се обособили като еволюционно разклонение, отделено от човека.
Групата на хоминините изглежда е била една от групите бозайници (заедно с антилопите, хиените, кучетата, слоновете и конете), която се приспособява към откритите пасища скоро след като този биом се появява, вследствие на влиянието на сезонността в климата, преди 8 милиона години. Фосилите на хоминините са добре познати. Най-ранните представители са Sahelanthropus tchadensis (7 – 6 милиона години) и Orrorin tugenensis (6 милиона), следвани от:
- Ardipithecus (5,5 – 4,4 милиона години), с видове Ardipithecus kadabba и Ardipithecus ramidus;
- Australopithecus (4 – 2 милиона години), с видове Australopithecus anamensis, Australopithecus afarensis, Australopithecus africanus, Australopithecus bahrelghazali и Australopithecus garhi;
- Kenyanthropus (3 – 2,7 милиона години), с видов Kenyanthropus platyops
- Paranthropus (3 – 1,2 милиона години), с видове Paranthropus aethiopicus, Paranthropus boisei и Paranthropus robustus;
- Homo (2 милиона години – до наши дни), с видове Homo habilis, Homo rudolfensis, Homo ergaster, Homo georgicus, Homo antecessor, Homo cepranensis, Homo erectus, Homo heidelbergensis, Homo rhodesiensis, Homo sapiens neanderthalensis, Homo sapiens idaltu, Archaic Homo sapiens, Homo floresiensis

## Род Човек (Homo)
Наименованието на латински на род Човек – Homo – е дадено от Карл Линей в неговата класификационна система.
В съвременната таксономия съществува само един-единствен жив представител на род Homo – Homo sapiens. Изследванията на произхода на Homo sapiens показват наличието в миналото на други видове от този същия род, всички днес изчезнали. Докато някои от тях е възможно да са били директни предшественици на H. sapiens, мнозина най-вероятно са били по-скоро негови „братовчеди“, обособили се в отделен вид като отделно еволюционно разклонение. Понастоящем няма единно становище за това кой от тях трябва да се счита за отделен вид и кои са подвидове на други видове. В някои случаи това се дължи на оскъдния брой фосили, в други се дължи на малките разлики, които се използват при класифициране на видовете от род Човек.
| Вид                 | Период на съществуване (милиони години) | Местоживеене                         | Височина на възрастен индивид (m) | Тегло на възрастен индивид (kg) | Обем на мозъка (cm³) | Фосилни данни           | Откритие / публикуване на името |
| ------------------- | --------------------------------------- | ------------------------------------ | --------------------------------- | ------------------------------- | -------------------- | ----------------------- | ------------------------------- |
| H. habilis          | 2.5 – 1.5                               | Африка                               | 1.0 – 1.5                         | 30 – 55                         | 600                  | множество               | 1960/1964                       |
| H. rudolfensis      | 1.9                                     | Кения                                |                                   |                                 |                      | 1 череп                 | 1972/1986                       |
| H. georgicus        | 1.8 – 1.6                               | Грузия                               |                                   |                                 | 600                  | малко                   | 1999/2002                       |
| H. ergaster         | 1.9 – 1.25                              | Източна и Южна Африка                | 1.9                               |                                 | 700 – 850            | множество               | 1975                            |
| H. erectus          | 2(1.25)–0.3                             | Африка, Евразия (Ява, Китай, Кавказ) | 1.8                               | 60                              | 900 – 1100           | множество               | 1891/1892                       |
| H. atlanthropus     | 1.2 – 0.3                               | Африка                               | 1.7 – 1.8                         | 60                              | 1000 – 1100          | множество               | 1954/1955                       |
| H. cepranensis      | 0.8?                                    | Италия                               |                                   |                                 | 1000                 | горната част на 1 череп | 1994/2003                       |
| H. antecessor       | 0.8 – 0.35                              | Испания, Англия                      | 1.75                              | 90                              | 1000                 | 3 находища              | 1997                            |
| H. heidelbergensis  | 0.6 – 0.25                              | Европа, Африка, Китай                | 1.8                               | 60                              | 1100 – 1400          | множество               | 1908                            |
| H. neanderthalensis | 0.23 – 0.03                             | Европа, Западна Азия                 | 1.6                               | 55 – 70 (набит)                 | 1200 – 1700          | множество               | (1829)/1864                     |
| H. rhodesiensis     | 0.3 – 0.12                              | Замбия                               |                                   |                                 | 1300                 | много малко             | 1921                            |
| H. sapiens          | 0.25–настояще                           | навсякъде                            | 1.4 – 1.9                         | 55 – 80                         | 1000 – 1850          | жив представител        | —/1758                          |
| H. sapiens idaltu   | 0.16 – 0.15                             | Етиопия                              |                                   |                                 | 1450                 | 3 черепа                | 1997/2003                       |
| H. floresiensis     | 0.10 – 0.012                            | Индонезия                            | 1.0                               | 25                              | 400                  | 7 индивида              | 2003/2004                       |

## Използване на сечива и предмети
Използването на различни предмети се интерпретира като белег за интелигентност. Развиват се теории, че използването на предмети може да е стимулирало различни аспекти на човешката еволюция, сред които най-изявения – увеличаването на човешкия мозък. Една от задачите на палеонтологията е да обясни увеличението на този орган в течение на милиони години, въпреки че той е изключително енергоемък. Мозъкът на съвременния човек консумира около 20 вата (400 килокалории на ден), което е една пета от цялата изразходвана от човешкото тяло енергия. Увеличаване употребата на предмети би дало възможност за лов и консумиране на месо, което е много по-богато на енергия от растенията. Учените смятат, че по този начин ранните хоминиди са били под еволюционен натиск да увеличат способността си да създават и използват предмети.
Трудно е да се каже кога точно първите хора са започнали да използват предмети. Проблемът се корени в това, че колкото по-примитивни са предметите (например камъни със заострени ръбове), толкова по-трудно е да се прецени дали те са с естествен или с антропогенен произход. Някои данни сочат, че преди 4 милиона години са се използвали счупени кости за различни дейности, но те са оспорвани.

### Предмети от камък
Най-ранното използване на каменни предмети датира от преди около 2,6 милиона години. По това време H. habilis използва малки кръгли камъни (чопър) с един режещ ръб, оформен при отломване на парчета от ръба.  Това бележи началото на палеолита (старокаменната епоха). За края на палеолита се приема края на последния ледников период, преди около 10 хил. години. Палеолитът са подразделя на ранен (допреди 300 000 – 350 000 години), среден (допреди 50 000 – 30 000 години) и късен. Камъните, обработвани с цел употреба като сечива, стават все по-съвършени.

### Спорът за „съвременния човек“ и Големия скок напред
До преди около 50 000 – 40 000 години използването на каменни сечива изглежда е напредвало постепенно. Всяка една фаза (habilis, ergaster, neanderthal започва на по-високо ниво от предишната, но по-нататък не се бележи голямо развитие. С други думи, тези видове Homo могат да се нарекат културно консервативни. Преди около 50 000 години човешката култура започва да се развива с по-голяма скорост. Това дава основание на някои антрополози (сред които Джеръд Дайамънд) да нарекат тази промяна „Големият скок напред“. Съвременните „хора“ започват да погребват грижливо мъртвите си, правят си дрехи от кожа, използват усъвършенствани ловни методи (залагане на капани, гонене на животни към пропаст) и рисуват пещерни стенописи. Това ускоряване на културните промени вероятно е свързано с появата на съвременни по поведението си човешки представители. На различни места различни човешки популации започват да правят различни нововъведения в съществуващите технологии. Артефактите, като кукички от рибни кости, копчета и костни игли, започват да се различават между различните популации, нещо което по-рано от 50 000 години не се наблюдава. При различните популации неандерталци разликите в технологиите са незначителни.
Теоретично се приема, че съвременното поведение на човека включва четири съставни способности: абстрактно мислене (идеи, свободни от конкретни примери), планиране (предприемане на поредица от действия за постигане на определена цел), иновации (намиране на нови решения) и символно поведение (с картини или ритуали). Измежду конкретните примери за съвременно човешко поведение, давани от антрополозите, се включва специализирането на употребяваните предмети, използването на скъпоценни камъни и картини (като пещерните стенописи), организацията на обитаваното пространство, ритуали (като погребения и надгробни дарове), специални ловни методи, изследване на по-малко гостоприемни географски области и търговия от бартерен тип. Спорът дали става въпрос наистина за „революция“ при възникването на съвременния човек (Големият взрив на човешкото съзнание) или за по-постепенна еволюция продължава. 

## Модели на човешката еволюция
В наши дни всички хора се класифицират към вида Homo sapiens sapiens. Първият вид от род Homo обаче, Homo habilis, е еволюирал в Източна Африка преди поне 2 милиона години. Неговите представители заселват за сравнително кратко време различни части на Африка. Homo erectus се обособява като вид преди 1,8 милиона години и преди около 1,5 милиона години вече се е разпространил навсякъде по Стария свят. На практика всички антрополози са на мнение, че Homo sapiens произлиза от Homo erectus. Няма консенсус по въпроса дали Homo sapiens е еволюирал като един свързан вид от H. erectus (Мултирегионален модел, или Модел на регионалната непрекъснатост), или възниква като вид само в Източна Африка, и след това мигрира извън Африка и измества популацията на H. erectus навсякъде в Стария свят (Модел на излизането от Африка или Модела на пълното изместване). Дебатите продължават, доказателствата в полза и на двата модела са технически нееднозначни. По-голямата част от антрополозите приемат понастоящем модела на излизане от Африка.